# Val di Gresta
La Val di Gresta (Grestatal in tedesco),  è situata nella parte meridionale del Trentino, è delimitata a est dal monte Biaena e dalle sue pendici, a ovest dal monte Creino e dalle sue pendici e a nord termina col passo Bordala (quota 1250 m s.l.m.).

## Descrizione
Questa valle differisce dalle altre valli trentine in quanto, come dice anche il nome è composta da creste di montagna che danno origine a dei terrazzamenti dove si sono sviluppati i vari centri abitati. I paesi sono Ronzo-Chienis, Pannone, Valle San Felice, Varano, Manzano e Nomesino che complessivamente contano all'incirca 2 000 abitanti. È suddivisa amministrativamente in due comuni: Ronzo-Chienis e Mori, ed è percorsa dalla strada provinciale 88 della Val di Gresta. 
È percorsa dal Rio Gresta, torrente di modeste dimensioni e affluente del Rio Cameras, a sua volta affluente dell'Adige. Attualmente la valle è famosa per la coltivazione di prodotti biologici, soprattutto patate, carote, zucchine e cavoli: per questo viene chiamata "l'orto biologico del Trentino".
Il clima è mitigato dalla vicinanza del lago di Garda, in estate le temperature raggiungono i 25-30 °C, mentre d'inverno generalmente si scende sotto gli 0 gradi, anche se le nevicate sono meno frequenti rispetto alle altre vallate trentine proprio per l'influsso del clima mite del lago.

## Storia

### La prima guerra mondiale in Val di Gresta[1]
Il 31 luglio 1914, a seguito dello scoppio della prima guerra mondiale, fu emanato l'ordine di leva di massa per gli abili della valle, che furono arruolati nell'esercito austriaco. Gli uomini fra i ventuno e i quarantadue anni partirono per raggiungere i depositi reggimentali (la maggioranza fu arruolata nei Kaiserjäger e nei K.k. Landesschützen), i più vicini si trovavano a Riva del Garda, Rovereto e Trento. I soldati grestani furono mandati a combattere sul fronte orientale, in Galizia, Bucovina e Volinia.
La Val di Gresta fu dichiarata zona militarmente strategica nel maggio del 1915, a seguito dell'entrata in guerra del Regno d'Italia. La posizione della valle era estremamente importante in quanto permetteva di controllare i traffici da e per Riva del Garda e verso Rovereto. Inoltre la Val di Gresta domina la valle del Cameras, che assieme a Loppio, costituiva la linea di separazione fra i due fronti.
Le gerarchie militari austro-ungariche avevano previsto di ritirarsi, a guerra iniziata, sulla linea della Val di Gresta, anello di congiungimento fra Riva del Garda e la Vallagarina. Questa decisione fu presa in quanto la valle era ben dotata di opere fortificate e facilmente difendibile. Inoltre, il basso numero di abitanti avrebbe reso lo sfollamento della popolazione poco problematico. 
Il 26 maggio 1915 fu emanato l'ordine di evacuazione per i paesi della valle, da eseguirsi nelle ventiquattro ore successive. Le autorità assicurarono che la popolazione l'allontanamento sarebbe durato pochi mesi, previsione che risultò sbagliata. Nella piccola realtà grestana possiamo rintracciare tutti i tipi di emigrazione riscontrati in Trentino: chi è partito verso Boemia e Moravia, chi è rimasto in loco e chi si è recato in Italia.
Il fronte grestano fu considerato secondario per l'intera durata della guerra, in quanto l'esercito austro-ungarico e quello italiano si confrontarono in maniera più dura lungo il fronte dell'Isonzo.
Il 24 maggio 1915, il Regno d'Italia entrò in guerra, trasformando la Val di Gresta in prima linea. L'esercito italiano occupò il monte Altissimo, Corna Piana, San Valentino, Vignola e Postemone. Nel mese di ottobre le truppe italiane si spinsero fino ad occupare l'abitato di Brentonico e acquisirono il dominio della strada Nago-Mori. Nel gennaio del 1916, gli alpini italiani, grazie ad un'azione a sorpresa, si spinsero fino in Val di Gresta, occupando le località Piantim e Carpeneda. I registri militari riportano numerosi botta e risposta fra le due artiglierie, che provocarono l'incendio di Castione da parte dell'esercito austriaco e la distruzione di Pannone da parte degli italiani. Il 15 maggio ebbe inizio la Strafexpedition, a seguito della quale il generale Cadorna ordinò al suo esercito di non tentare altre avanzate, ma di limitarsi a difendere le posizioni. Nell'inverno del 1916 sono registrate tre operazioni austriache, che miravano a conquistare il paese di Brentonico, utile per proteggere le postazioni sullo Zugna. L'esercito italiano, in vista dell'offensiva sull'Isonzo, prelevò uomini e mezzi da questa linea, mossa che contribuì a rendere questa parte di fronte più tranquilla.
Durante gli ultimi due anni di guerra, i registri militari riportano solo attività di pattugliamento e piccole offensive per individuare le posizioni nemiche. Il fronte dell'Isonzo era il principale, per questo nella zona della Vallagarina non si registrarono sconvolgimenti.

## Galleria d'immagini

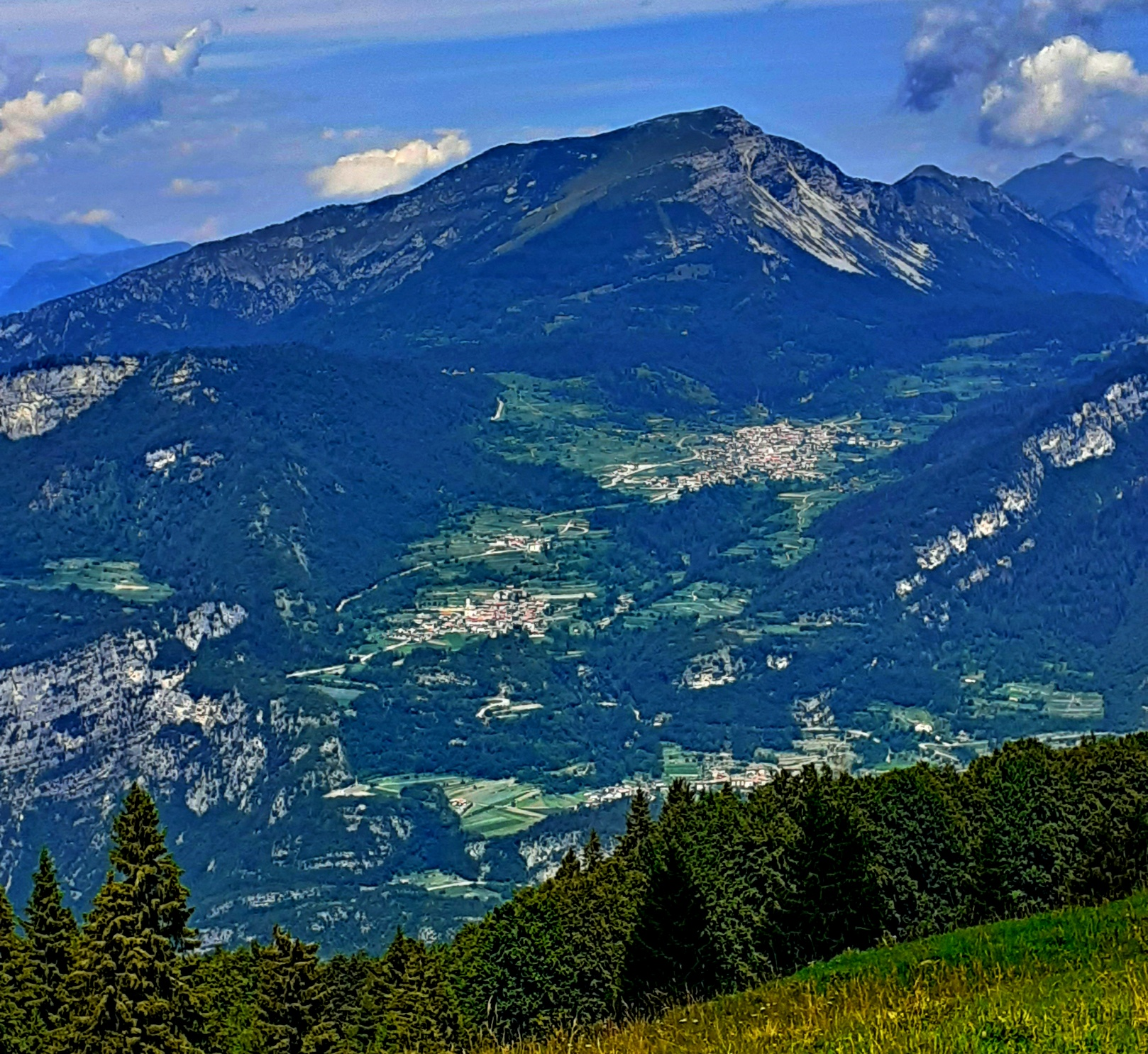
Val di Gresta vista dal rifugio Campei
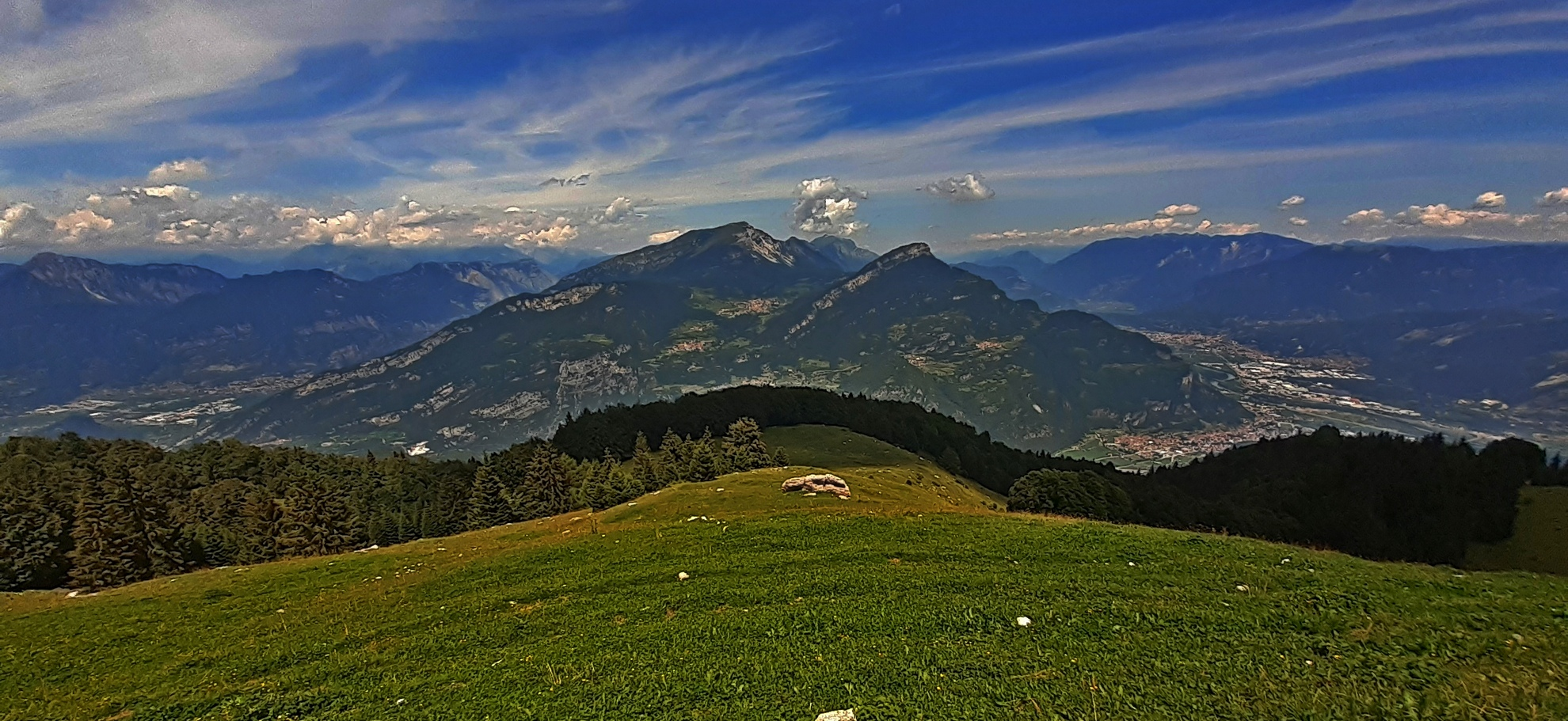
La val di Gresta contestualizzata territorialmente